# Іван Краско
Іван Краско (словац. Ivan Krasko; справжнє ім'я — Ян Ботто); нар. 12 липня 1876, Луковіштя, Словаччина) — пом. 3 березня 1958, П'єштяни, Словаччина) — словацький письменник, поет, перекладач. Представник модернізму.

## Біографія
Народився в селянській родині. Його далеким родичем був відомий словацький поет-романтик Ян Ботто. Після закінчення брашовської гімназії в 1896 році, повернувся додому і допомагав батькам у домашньому господарстві. У 1900—1905 вивчав курс хімічного машинобудування в Празі. Пізніше деякий час працював хіміком на підприємствах Богемії.
Учасник Першої світової війни. В рядах австро-угорської армії бився на Східному фронті. Після закінчення війни повернувся до Чехословаччини, зайнявся активною політичною діяльністю, обирався членом парламенту і депутатом від республіканської аграрної партії. Прихильник чехословацької державності і національно-орієнтованої політики.
Крім політичної діяльності, займався науковою роботою в галузі хімії. У 1923 йому було присуджено вчений ступінь доктора технічних наук.
В основному проживав в Братиславі, але під час Другої світової війни в 1943 році переїхав до П'єштяни, де проживав до 1958 року. Помер 3 березня 1958 року, похований на батьківщині в Луковіште.

## Творчість
Представник так званого словацького модерну.
Перша книжка — збірка «Nox et solitudo» (лат. «Ніч і самотність», 1909). Збірка «Поезії» (1912) написана в алегорично-символістичному дусі; мотиви суму і розпачу, породжені роздумами поета про безправність людини у буржуаному суспільстві, поєднуються в ній із закликом до боротьби за соціальне і національне визволення (вірші «Шахтарі», «Батькове поле», «Раб»).
Вірші Краско, тісно пов'язані з національною поетичною традицією, значною мірою вплинули на розвиток словацької лірики ХХ століття. Йому належать також прозові «портретні студії» — «Наші» (1907), автобіографічна книга «Лист до мертвого» (1911). У 1930-х роках займався переважно етнографічно-краєзнавчою діяльністю. 
Окремі поезії Краско в різний час перекладали Максим Рильський, Іван Вирган, Дмитро Кремінь.

## Пам'ять
- Літературна спадщина Івана Краско зберігається в Літературному архіві Словенської Матиці;
- У 1956 році на будинку, де народився Іван Краско встановлено меморіальну дошку.
- У 1965 році на могилі Краско було встановлено надгробок, у 1966 — пам'ятник авторства Аліни Фердинанди в Луковіште.
- У 1976 році в П'єштянах було відкрито меморіальну кімнату Івана Краска.
- Ім'я Краскова носять вулиці в Братиславі та інших містах.
- В Літературному фонді Братислави кожен рік вручається премія Івана Краска за найкращий літературний дебют.